# Лос-Посуелос-де-Калатрава
Лос-Посуелос-де-Калатрава (ісп. Los Pozuelos de Calatrava) — муніципалітет в Іспанії, у складі автономної спільноти Кастилія-Ла-Манча, у провінції Сьюдад-Реаль. Населення — 443 особи (2010).
Муніципалітет розташований на відстані близько 170 км на південь від Мадрида, 22 км на південний захід від Сьюдад-Реаля.

## Демографія
Динаміка населення (INE ):

## Галерея зображень
- Розташування муніципалітету у провінції Сьюдад-Реаль